# Церква Марії Переможниці
Церква Марії Переможниці або Церква Марія-фом-Зіге (нім. Kirche Maria vom Siege) — римо-католицька парафіяльна церква у Відні, Австрія. Церква знаходиться в 15 окрузі Рудольфсхайм-Фюнфхаус. Вона була зведена в 1868—1875 роках, її архітектура являє змішання різних стилів: готики, бароко, класицизму. Будівлю храму спроектував Фрідріх фон Шмідт, він же автор проекту Віденської ратуші.

## Галерея

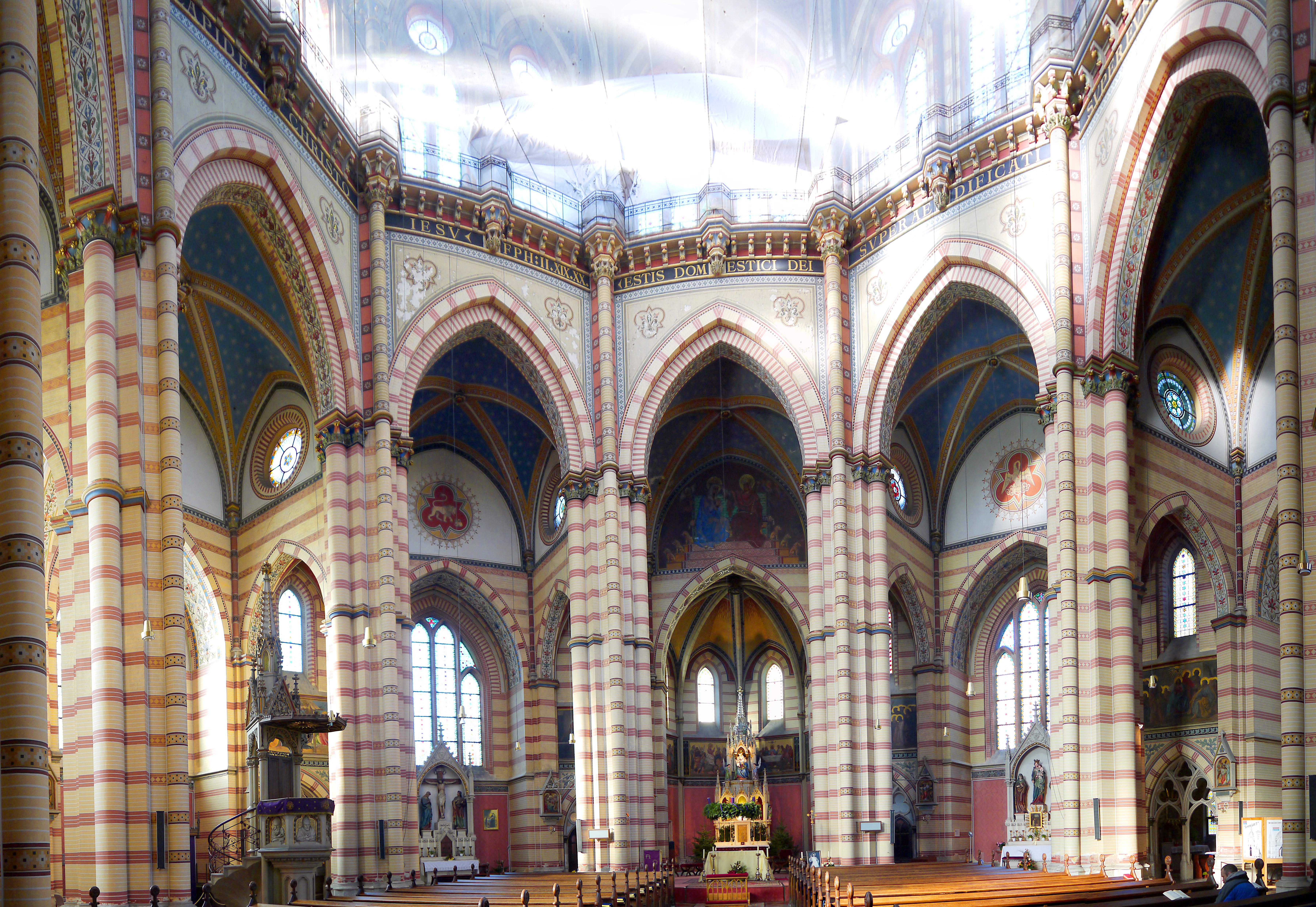
Вигляд зсередини 270°
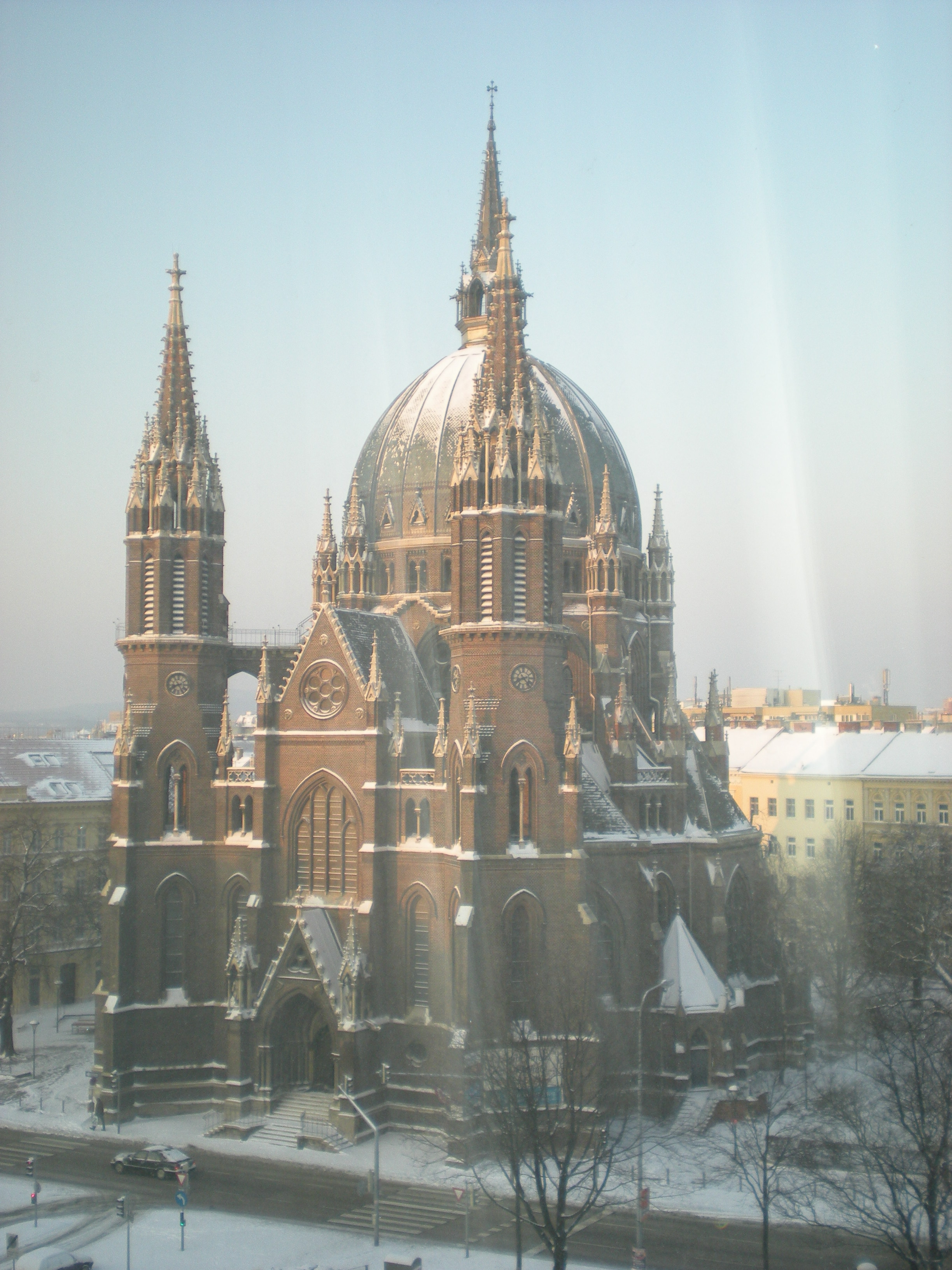
Церква Марія-фом-Зіге в 2009 році
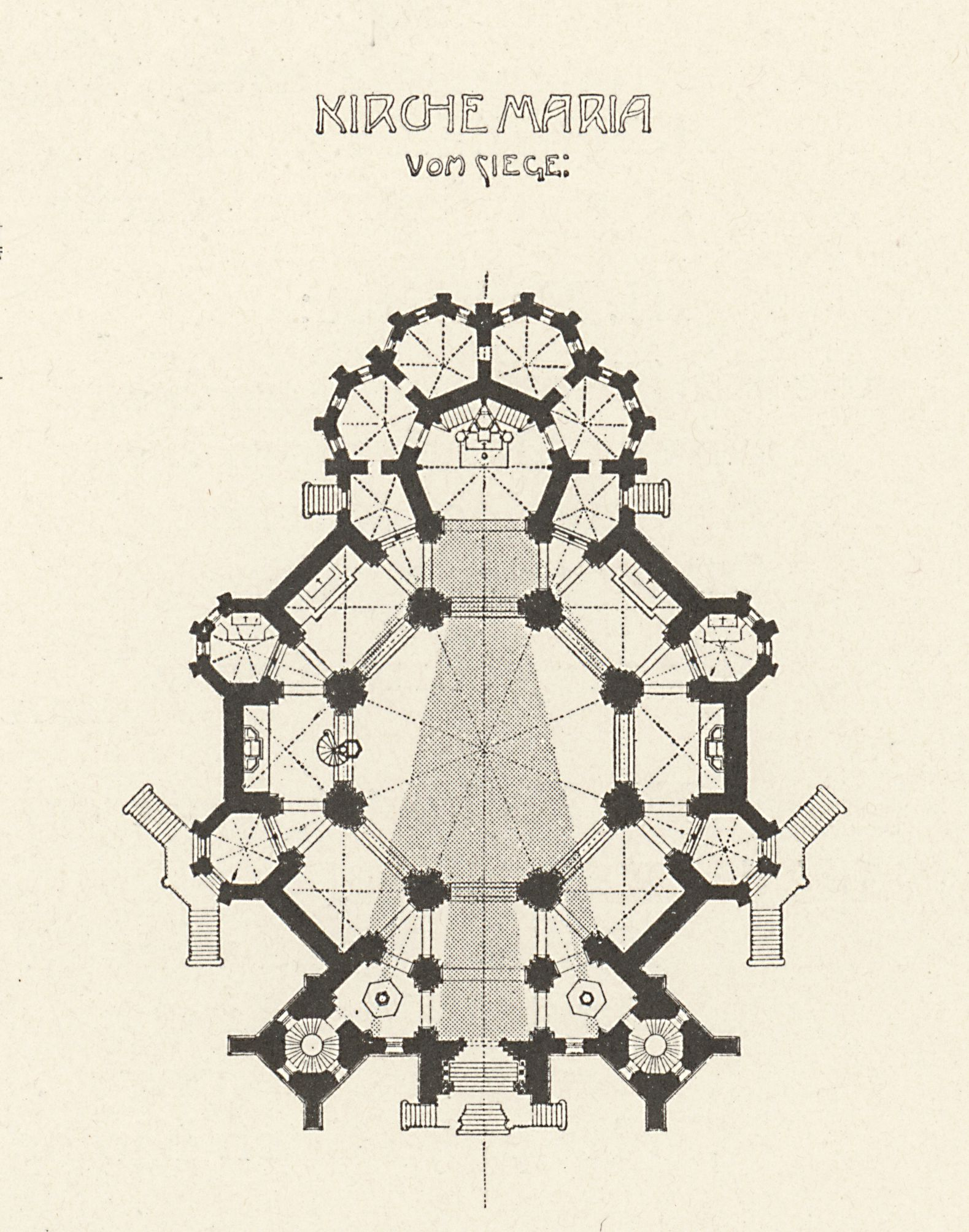
План